# Поросинець одноцвітий
Поросинець одноцвітий (Hypochaeris uniflora) — вид рослин із родини айстрових (Asteraceae).

## Біоморфологічна характеристика
Багаторічна трав'яниста рослина заввишки 10–50 см. Стебла міцні, нерозгалужені з єдиною квітковою головою, товстішають від середини, жорстко запушені. Листя в приземній розетці, від обернено-яйцюватої до ланцетної форми, гостро-зубчасті чи цільні, рідко ворсисті, сидячі, без плям. Обгортка 2–2.5 см завдовжки, з кучерявими чорними й білими волосками. Квіткова голова 4–6 см у діаметрі, тільки з язикових квіток. Квітки золотисто-жовті. Плід — жовтувата, з поздовжніми борозенками, ≈ 2 см завдовжки сім'янка з однорядними жовтувато-білими пір'ястими щетинками. 2n=10. Квітне з червня по вересень.

## Середовище проживання
Зростає у Європі (Австрія, Ліхтенштейн, Чехія, Словаччина, Франція, Німеччина, Італія, Польща, Румунія, Швейцарія, Україна, Словенія).
Росте на гірських луках, пасовищах і галявинах від гір до субальпійського рівня. Він також з'являється на скелях.
В Україні вид росте на гірських луках — у субальпійському та альпійському поясах Карпат.
Декоративна рослина.

## Галерея

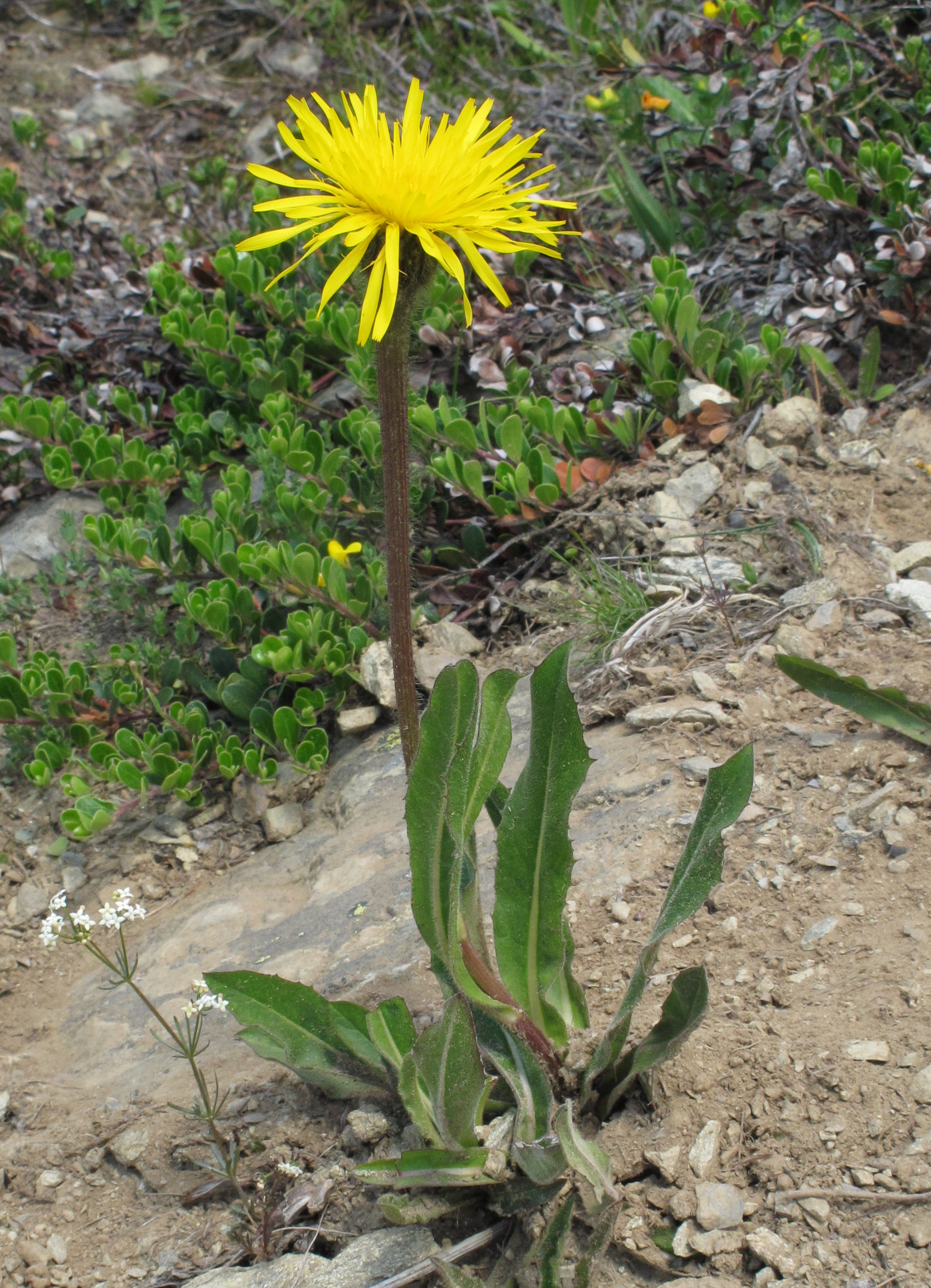
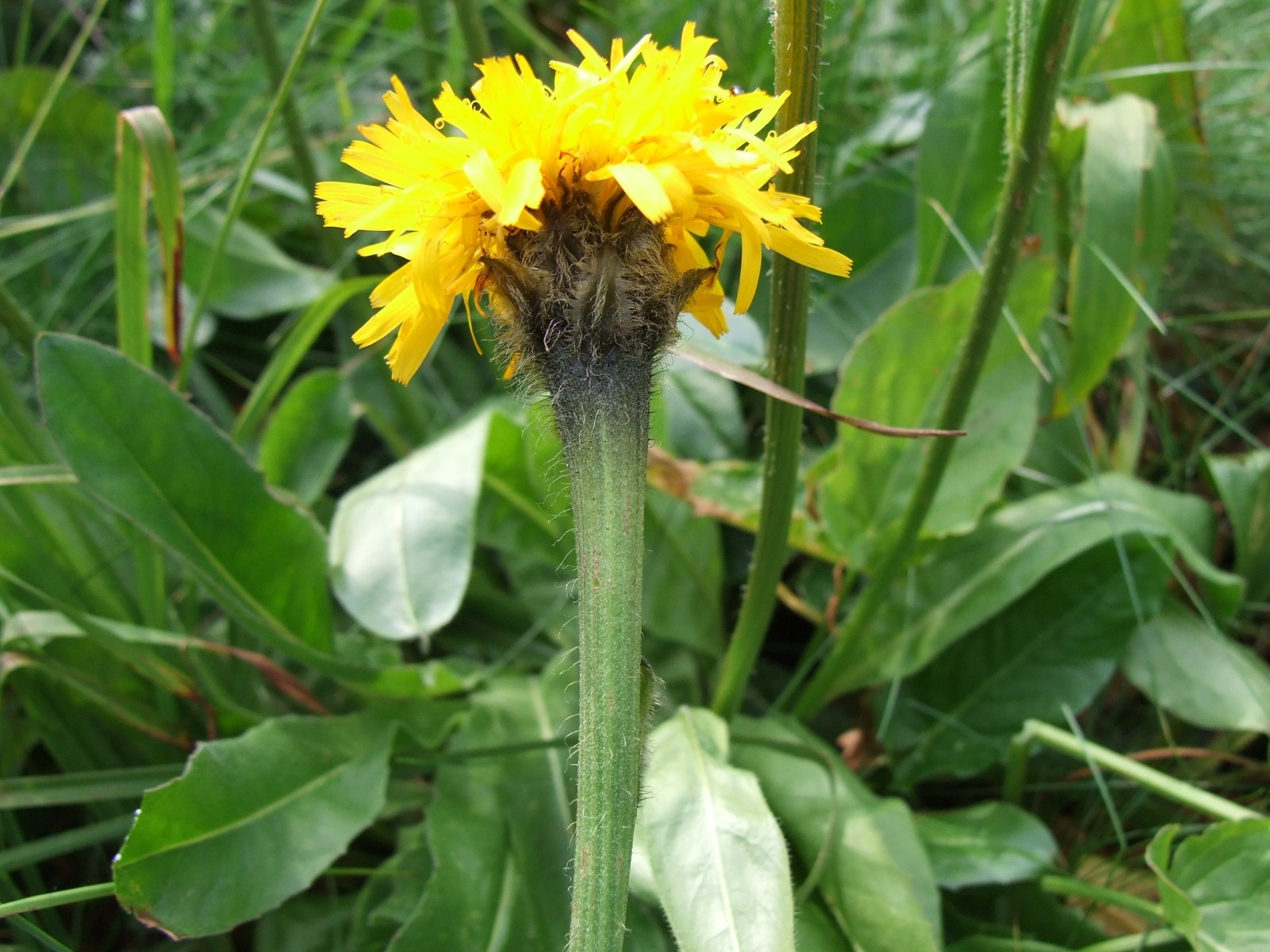